# Åter och åter likt en mäktig flod
Åter och åter likt en mäktig flod är en körsång med text och musik (1896) av Ballington Booth. 

## Publicerad i
- Frälsningsarméns sångbok 1929 som nr 64 i kördelen under rubriken "Helgelse".
- Frälsningsarméns sångbok 1968 som nr 59 i kördelen under rubriken "Helgelse".
- Frälsningsarméns sångbok 1990 som nr 807  under rubriken "Helgelse".